# Barbadian Superstardom
A Barbadian Superstardom (Barbadosi Szupersztárság) Rihanna második DVD-je. 2008. augusztus 18-án jelent meg és Rihanna a producere is.

## Információk
A rajongók betekinthetnek Rihanna eddigi életének minden jó és rossz pillanatába. Bemutatja, hogyan lett Rihannából híres énekesnő: miután Evan Rogers producer felfedezte, Rihanna mindenét becsomagolta és elhagyta Barbadost a hírnév reményében. Rogers bemutatta Jay-Z-nek, aki felvette őt a Def Jam Recordinghez. Láthatjuk, hogyan változott meg az élete, hogyan kezdődött a zenei karrierje debütáló kislemezével, a Pon de Replayjel.
A DVD tartalmazza az eddigi három albumáról megjelent összes videóklipet, beleértve a legutóbbi első helyezett számát, a T.I.-jal készült Live Your Life-ot és a Good Girl Gone Badről megjelent utolsó klipet, a Rehabet.
A Barbadian Superstardom másik verziója, ami nem tartalmaz felvételeket és videóklipeket, csak egy 61 perces DVD Rihanna életéről 2005-től, a Music of the Sun megjelenésétől 2007-ig, a Hate That I Love You megjelenéséig. Sok hasonlóság van a DVD-k között, de ebben a változatban nincsenek videóklipek.

### Videóklipek
- Pon de Replay – Music of the Sun
- If It’s Lovin’ That You Want – Music of the Sun
- SOS – A Girl Like Me
- Unfaithful – A Girl Like Me
- We Ride – A Girl Like Me
- Umbrella featuring Jay-Z – Good Girl Gone Bad
- Shut Up and Drive – Good Girl Gone Bad
- Don’t Stop the Music – Good Girl Gone Bad
- Hate That I Love You featuring Ne-Yo – Good Girl Gone Bad
- Take a Bow – Good Girl Gone Bad
- If I Never See Your Face Again Maroon 5 featuring Rihanna – Good Girl Gone Bad
- Disturbia – Good Girl Gone Bad
- Live Your Life T.I. featuring Rihanna – Paper Trail
- Rehab – Good Girl Gone Bad